# دهان‌قورباغه‌ای خاکی
دهان‌قورباغه‌ای خاکی (نام علمی: Podargus strigoides) نام یک گونه از سرده دهان قورباغه‌ای‌های استرالزی است. این گونه بومی استرالیا و تاسمانی است. سر برزگ و قد کوتاه از شاخصه‌های ظاهری آن است و اغلب به خاطر شب‌گردی و رنگ خاکستری و حالت چشمها با جغد اشتباه گرفته می‌شود.

## ویژگی‌ها
این پرنده شب‌زی است و جثه و سر بزرگی دارد و طول آن می‌تواند بین ۳۴ تا ۵۳ سانتیمتر باشد. وزن آن در حبات وحش تا ۶۸۰ گرم ثبت شده است و به صورت کلی در حبات وحش می‌تواند تا ۱۴ سال عمر کند.

## استتار

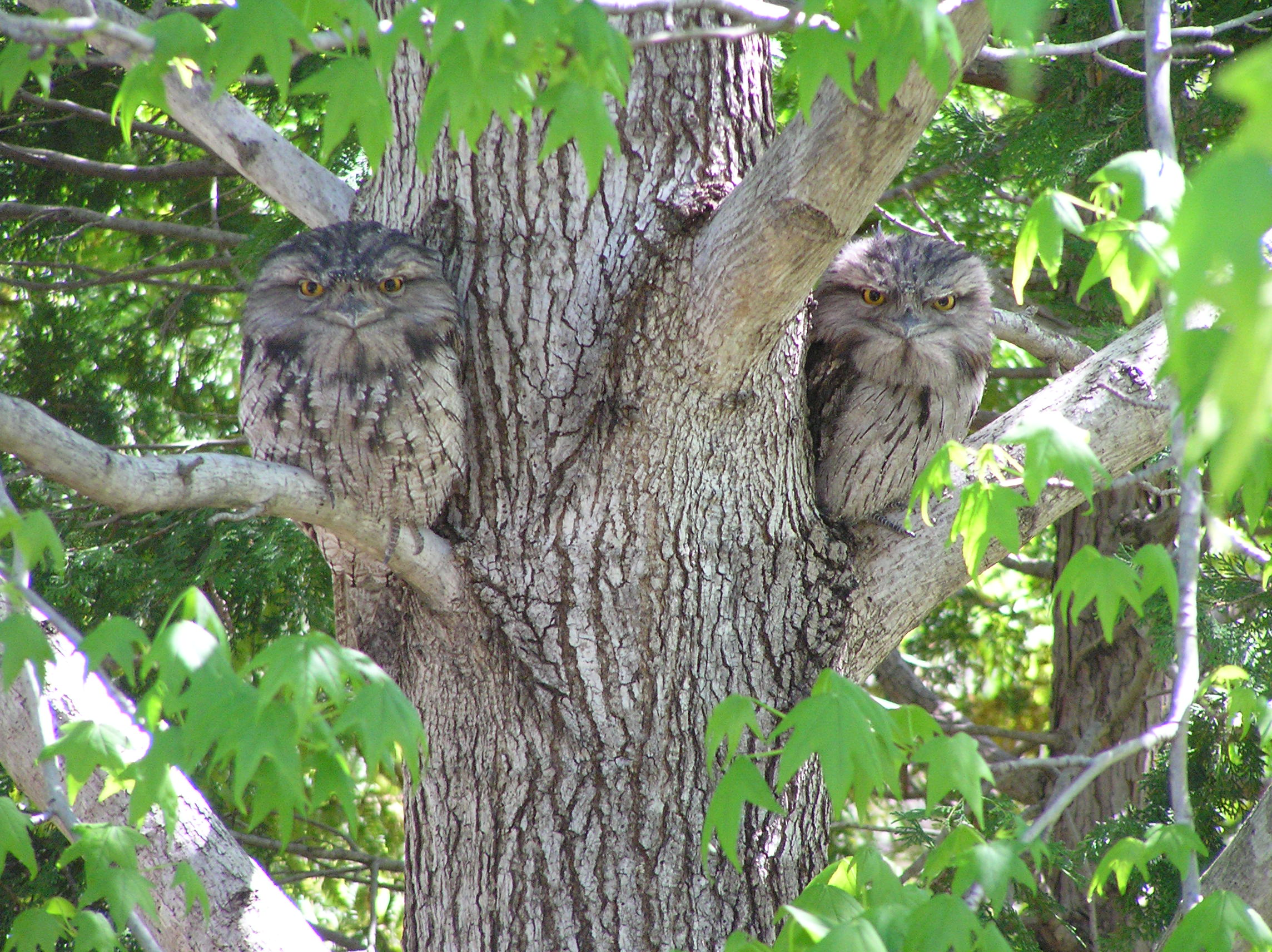
استتار دهان قورباغه‌ای خاکی روی درختی در سیدنی

از خصوصیات قابل توجه این پرنده قابلیت استتار این به روش دیدگریزی است به گونه‌ای که با انتخاب شاخه‌های پایینی درختان در طول روز، خود را به شکل شاخه‌های درختان درآورده و از دید پنهان می‌کند.